# Charles Boyer

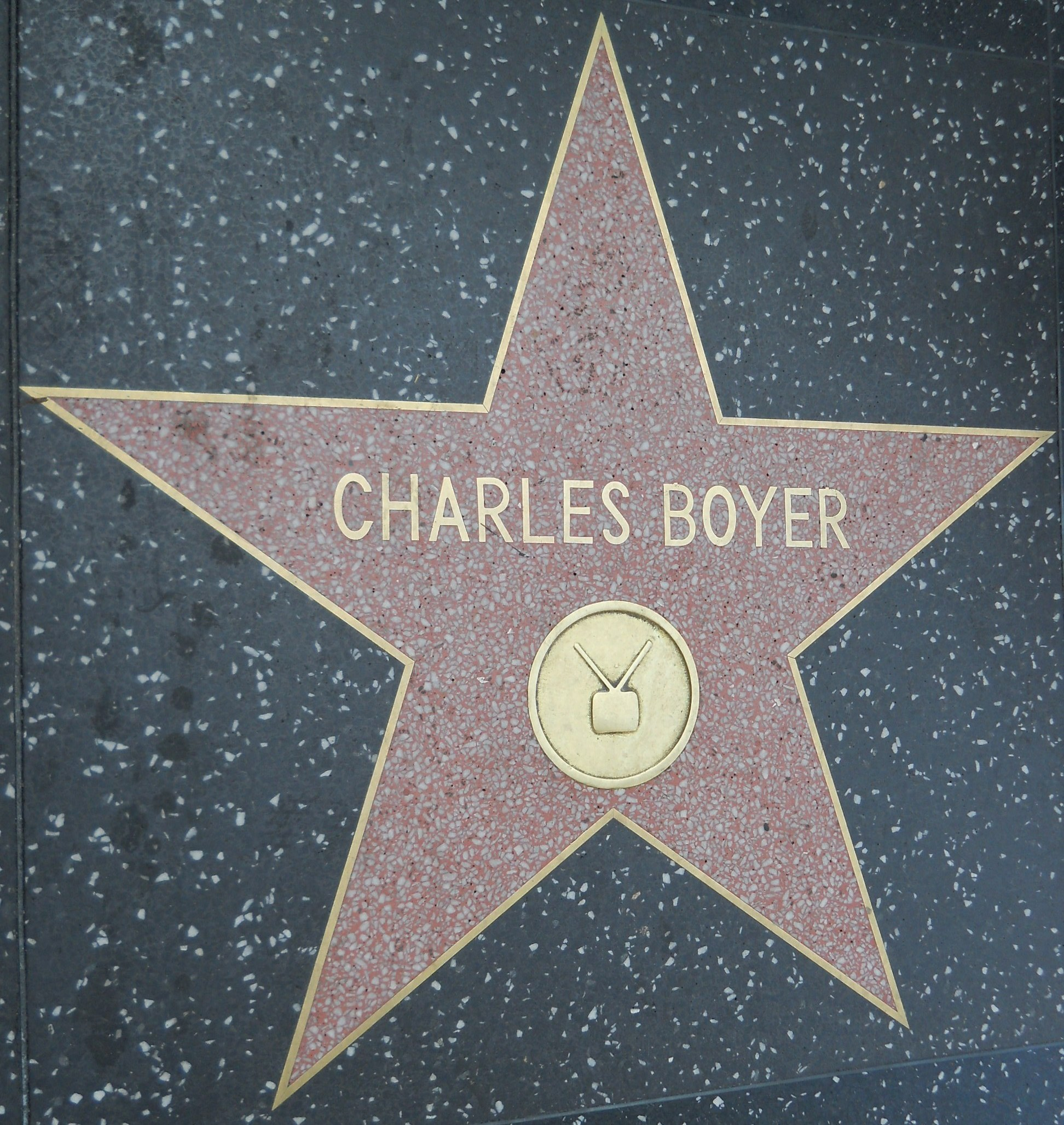
Charles Boyers Stern auf dem Hollywood Walk of Fame

Charles Boyer (* 28. August 1899 in Figeac, Frankreich; † 26. August 1978 in Phoenix, Arizona) war ein französischer Schauspieler. Den Höhepunkt seiner Karriere erlebte er in den 1930er und 1940er Jahren in Hollywood, als er in Liebesfilmen häufig den Leading Man spielte. Im Laufe seiner Karriere erhielt Boyer vier Oscar-Nominierungen als bester Hauptdarsteller; bei der Oscarverleihung 1943 wurde er für sein Engagement im Zweiten Weltkrieg mit einem Ehrenoscar ausgezeichnet.

## Leben und Werk
Boyer brach sein Studium der Philosophie an der Sorbonne ab, um das Pariser Konservatorium zu besuchen, und begann anschließend seine Schauspielkarriere am Theater. Bereits 1920 debütierte er in dem Film L’Homme du large – Ein Mann der See und wurde rasch ein bekannter Darsteller romantischer Helden. 
Im Jahre 1929 ging er nach Hollywood und wirkte in zahlreichen Versionenfilmen mit, darunter in den französischen Fassungen von The Trial of Mary Dugan und Hölle hinter Gittern. Insgesamt blieb seine Popularität jedoch hinter der seines Landsmannes Maurice Chevalier zurück. 1932 spielte er neben Jean Harlow eine kleine Rolle in Feuerkopf und kehrte kurz danach nach Frankreich zurück. Nach seinem großen Erfolg in Liliom ging er 1934 wieder nach Amerika und spielte neben Stars wie Loretta Young (Caravan), Katharine Hepburn (Break of Hearts) und Marlene Dietrich (Der Garten Allahs). 
Zwischenzeitlich hatte er in Frankreich unter der Regie von Anatole Litvak als Kronprinz Rudolf neben Danielle Darrieux in Mayerling seinen bis dahin größten Erfolg. Er drehte danach hauptsächlich in Amerika, so neben Claudette Colbert in Tovarich, mit Jean Arthur unter der Regie von Frank Borzage in Und ewig siegt die Liebe und als Napoleon neben Greta Garbo in Maria Walewska. Sein Auftritt in Algiers, der amerikanischen Neuverfilmung von Pépé le Moko, mit der er als romantischer Liebhaber lanciert werden sollte, wurde von der Präsenz Hedy Lamarrs überstrahlt, die hier in einer Nebenrolle ihr amerikanisches Filmdebüt gab. Angekündigt als „schönste Frau der Welt“ verursachte Lamarr einen Modetrend, indem sie Brünett zur Modehaarfarbe der späten 1930er Jahre machte. Zeit seines Lebens hing Boyer der Satz „Come with me to the Casbah!“ nach, obwohl er ihn in dem Film tatsächlich nie sagte.
In den folgenden Jahren etablierte sich Boyer als Darsteller in Liebesfilmen. Besonders seine Auftritte neben Irene Dunne in Ruhelose Liebe von 1939 und Bette Davis in Hölle, wo ist dein Sieg? von 1940 trugen ihm Anerkennung der Kritiker ein. Insgesamt dreimal war er neben Margaret Sullavan zu sehen, darunter 1941 in Seitenstraße. Eine Abkehr von seinen bisherigen Rollen war der Auftritt in Mitchell Leisens Das goldene Tor, der ihn 1941 als Gigolo einsetzte, der Olivia de Havilland als unbedarfte junge Lehrerin emotional ausnutzt, um ein Visum für die USA zu bekommen. Ungleich integrer war der von ihm gespielte Charakter in Liebesleid (1943), einem auf einem populären Buch basierenden Film, in dem Boyer unter der Regie von Edmund Goulding eine tragische Beziehung mit der weiblichen Hauptfigur (Joan Fontaine) eingeht. In Das Haus der Lady Alquist spielte Boyer 1944 einen Ehemann, der versucht, seine Frau (Ingrid Bergman) in den Wahnsinn zu treiben, um an die Juwelen ihrer Tante zu gelangen. Dies brachte ihm seine vierte Oscarnominierung als bester Hauptdarsteller ein. Mit Irene Dunne war er im selben Jahr wieder in Modell wider Willen zu sehen. 1946 spielte er in Ernst Lubitschs Spätwerk Cluny Brown auf Freiersfüßen einen tschechischen Exilanten, der sich in eine von Jennifer Jones verkörperte Klempnerin verliebt. Im Jahre 1948 spielte er mit Ingrid Bergman die Hauptrollen in Triumphbogen, einer aufwendigen Verfilmung des Romans Arc de Triomphe von Erich Maria Remarque, die Kritiker und Publikum jedoch nicht überzeugte.
Von den späten 1940er Jahren an verlegte sich Boyer hauptsächlich auf Charakterrollen in Film, Fernsehen und Theater. Er erhielt 1952 einen Special Tony Award für seine Darstellung in George Bernard Shaws  Don Juan in Hell am Broadway. Zu seinen größten Broadway-Erfolgen gehörte die Komödie The Marriage-Go-Round, in der er neben Claudette Colbert in der Saison 1958/59 spielte. Im Jahr 1952 gründete Boyer mit Dick Powell und David Niven die Fernsehproduktionsfirma Four Star und spielte fortan in Filmen dieser Firma.
Boyer, der fünf Sprachen beherrschte, darunter auch Deutsch, drehte ab den 1950er Jahren wieder öfter in Europa. In Max Ophüls’ Madame de … verkörperte er 1953 den betrogenen Ehemann der Comtesse Louise (Danielle Darrieux). 1962 sprach er seine Dialoge in der österreichischen Komödie Julia, du bist zauberhaft selbst. In den 1960er Jahren war er, nun meist in größeren Nebenrollen als elegant auftretender älterer Herr, in Hollywood-Filmen wie  Fanny mit Leslie Caron und Horst Buchholz, Wie klaut man eine Million? mit Audrey Hepburn sowie Barfuß im Park mit Robert Redford und Jane Fonda zu sehen. 1973 spielte er den Hohen Lama in dem Musicalfilm Der verlorene Horizont. Seine vorletzte Filmrolle, ein Baron in Stavisky von Alain Resnais, brachte ihm noch einmal Kritikerlob und den New York Film Critics Circle Award ein.
Vor allem während des Zweiten Weltkriegs engagierte sich Boyer für eine kulturelle Annäherung zwischen Frankreich und den Vereinigten Staaten, wofür er eigens die French Research Foundation gründete. Für sein Engagement erhielt er bei der Oscarverleihung 1943 einen Ehrenoscar. 
Charles Boyer war seit 1934 mit der Schauspielerin Patricia Paterson verheiratet. Am 26. August 1978, zwei Tage nach dem Krebstod seiner Frau und zwei Tage vor seinem 79. Geburtstag, beging Boyer Suizid durch Secobarbital. Sein einziges Kind, ein Sohn, war 1965 im Alter von 21 Jahren beim Russisch Roulette ums Leben gekommen.
Charles Boyer liegt auf dem Holy Cross Cemetery in Culver City begraben. Ein Stern auf dem Hollywood Walk of Fame (am Hollywood Boulevard Nr. 6300) erinnert an ihn.

## Filmografie
- 1920: L'homme du large
- 1921: Chantelouve
- 1922: Le grillon du foyer
- 1922: Esclave
- 1928: La ronde infernale
- 1929: Le capitaine Fracasse
- 1930: La barcarolle d'amour
- 1931: Révolte dans la prison
- 1931: The Magnificent Lie
- 1931: Le procès de Mary Dugan
- 1932: Tumultes
- 1932: The Man from Yesterday
- 1932: Feuerkopf (Red-Headed Woman)
- 1932: La Bataille
- 1933: I.F.1 ne répond plus
- 1933: Moi et l'impératrice
- 1933: Der Falschspieler (L’Épervier)
- 1933: The Battle
- 1934: Liliom
- 1934: The Only Girl
- 1934: Caravan
- 1934: Caravane
- 1935: Le bonheur
- 1935: Oberarzt Dr. Monet (Private Worlds)
- 1935: Break of Hearts
- 1935: Mädchen in Shanghai (Shanghai)
- 1936: Mayerling
- 1936: Der Garten Allahs (The Garden of Allah)
- 1937: … und ewig siegt die Liebe (History is Made at Night)
- 1937: Maria Walewska (Conquest)
- 1937: Tovarich
- 1938: Orage
- 1938: Algiers
- 1939: Ruhelose Liebe (Love Affair)
- 1939: When Tomorrow Comes
- 1940: Le corsaire
- 1940: Hölle, wo ist dein Sieg? (All This, and Heaven Too)
- 1941: Seitenstraße (Back Street)
- 1941: Das goldene Tor (Hold Back the Dawn)
- 1941: Sprechstunde für Liebe (Appointment for Love)
- 1942: Sechs Schicksale (Tales of Manhattan)
- 1943: Untel père et fils (Erzähler)
- 1943: Liebesleid (The Constant Nymph)
- 1943: Das zweite Gesicht (Flesh and Fantasy) (auch Produzent)
- 1944: Das Haus der Lady Alquist (Gaslight)
- 1944: Modell wider Willen (Together Again)
- 1944: The Fighting Lady Erzähler des Dokumentarfilms (franz. Version)
- 1945: Jagd im Nebel (Confidential Agent)
- 1945: Congo
- 1946: Schienenschlacht (La Bataille du rail)
- 1946: Cluny Brown auf Freiersfüßen (Cluny Brown)
- 1948: Qualen der Liebe (A Woman’s Vegenance)
- 1948: Triumphbogen (Arch of Triumph)
- 1951: The 13th Letter
- 1951: Beichte eines Arztes – Die erste Legion (The First Legion)
- 1952–1956: Four Star Playhouse (Fernsehserie, 30 Folgen)
- 1952: Mein Sohn entdeckt die Liebe (The Happy Time)
- 1953: Donner in Fern-Ost (Thunder in the East)
- 1953: Madame de …
- 1955: Die Verlorenen (The Cobweb)
- 1955: Nana
- 1955: Wie herrlich, eine Frau zu sein (La fortuna di essere donna)
- 1956: I Love Lucy (Fernsehserie, eine Folge)
- 1956: In 80 Tagen um die Welt (Around the World in Eighty Days)
- 1956: Paris, Palace Hôtel
- 1957: There Shall Be No Night (Fernsehfilm)
- 1957: Goodyear Theatre (Fernsehserie)
- 1957: C'est arrivé à 36 chandelles
- 1957–1958: Alcoa Theatre (Fernsehserie, drei Folgen)
- 1957: Die Pariserin (Une parisienne)
- 1958: König der Freibeuter (The Buccaneer)
- 1958: Die Affären von Madame M. (Maxime)
- 1961: Fanny
- 1961: Teufel um Mitternacht (Les démons de minuit)
- 1962: Heute Abend Dick Powell (The Dick Powell Show) (Fernsehserie, zwei Folgen)
- 1962: Julia, du bist zauberhaft
- 1962: Die vier apokalyptischen Reiter (The 4 Horsemen of the Apocalypse)
- 1962: 40 Millionen suchen einen Mann (Love is a Ball)
- 1964–1965: Gauner gegen Gauner (The Rogues) (Fernsehserie, 30 Folgen)
- 1965: Ein Appartement für Drei (A Very Special Favor)
- 1966: Wie klaut man eine Million? (How to Steal a Million)
- 1966: Casino Royale
- 1966: Brennt Paris? (Paris brûle-t-il?)
- 1967: Barfuß im Park (Barefoot in the Park)
- 1968: Le rouble à deux faces
- 1969: Ein Frosch in Manhattan (The April Fools)
- 1969: The Name of the Game (Fernsehserie, eine Folge)
- 1969: Die Irre von Chaillot (The Madwoman of Challiot)
- 1973: Der verlorene Horizont (Lost Horizon)
- 1974: Stavisky
- 1976: Nina – Nur eine Frage der Zeit (A Matter of Time)

## Auszeichnungen

### Oscar
- Oscarverleihung 1938: Nominierung als Bester Hauptdarsteller für Maria Walewska
- Oscarverleihung 1939: Nominierung als Bester Hauptdarsteller für Algiers
- Oscarverleihung 1943: Ehrenoscar für seine Kulturarbeit bei der French Research Foundation in Los Angeles
- Oscarverleihung 1945 Nominierung als Bester Hauptdarsteller für Das Haus der Lady Alquist
- Oscarverleihung 1962: Nominierung als Bester Hauptdarsteller für Fanny

### Golden Globe
- Golden Globe Awards 1953: Nominierung als Bester Hauptdarsteller/Drama für Mein Sohn entdeckt die Liebe

### New York Film Critics Circle Award
- 1974: Auszeichnung als Bester Nebendarsteller für Stavinsky

### Internationale Filmfestspiele von Cannes 1974
- 1974: Auszeichnung als bester Hauptdarsteller für Stavisky

### Special Tony Award
- 1952: Auszeichnung für Don Juan in Hell